# Bizánci divat

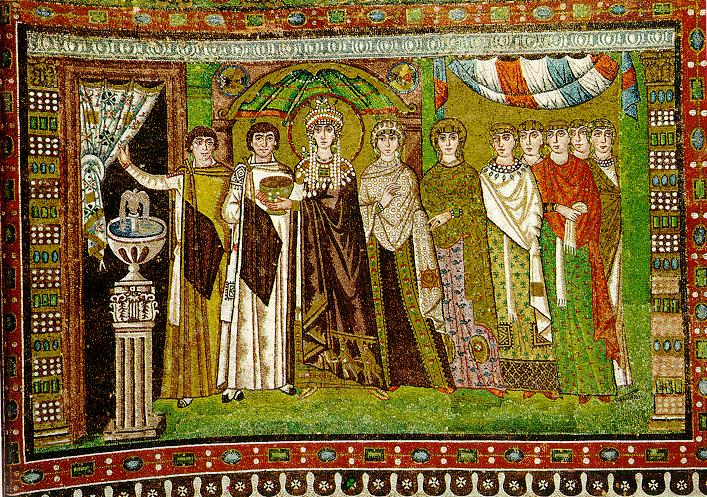
Theodora császárné és kísérete (a San Vitale-székesegyházban látható mozaik)

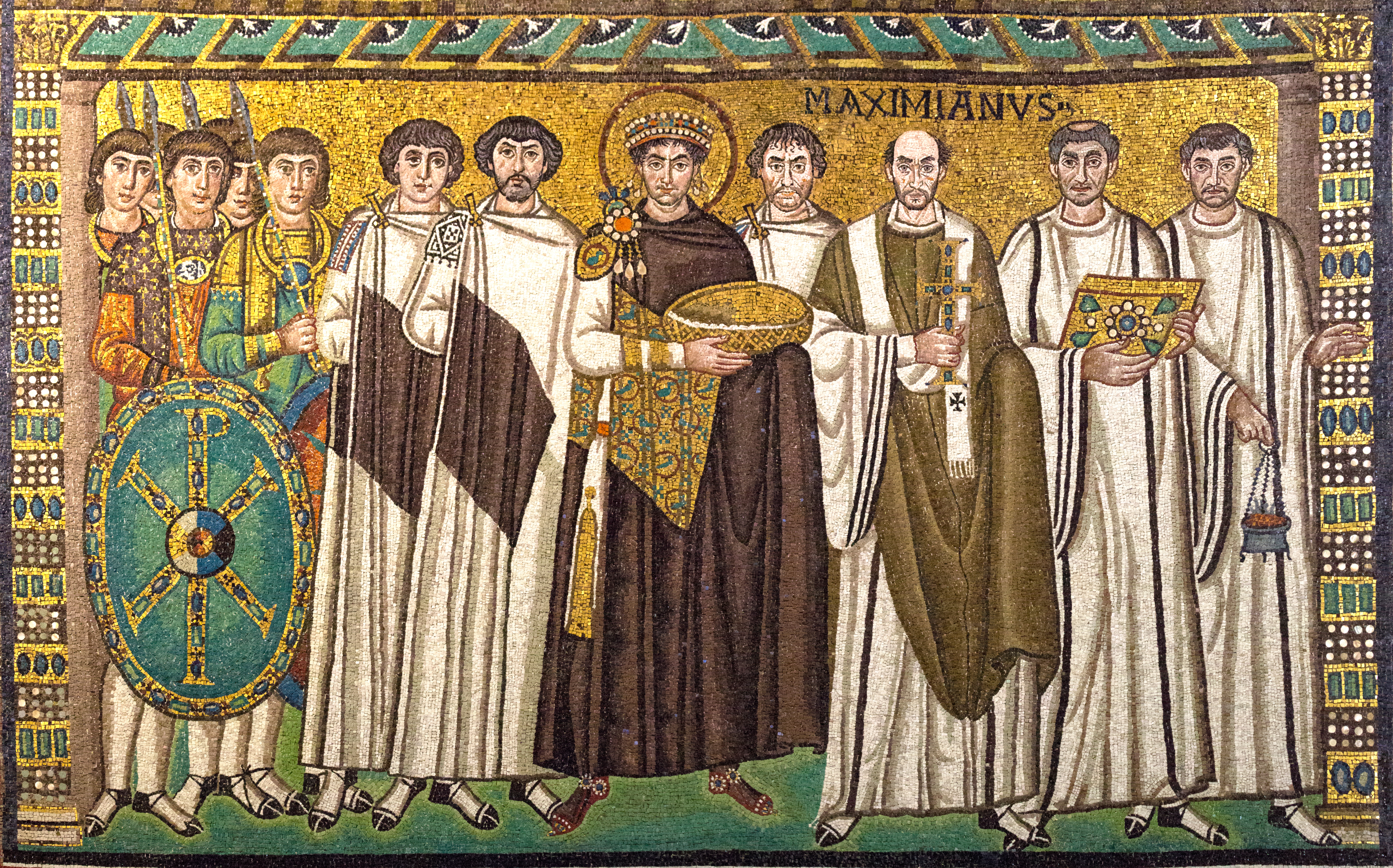
Jusztiniánusz és kísérete

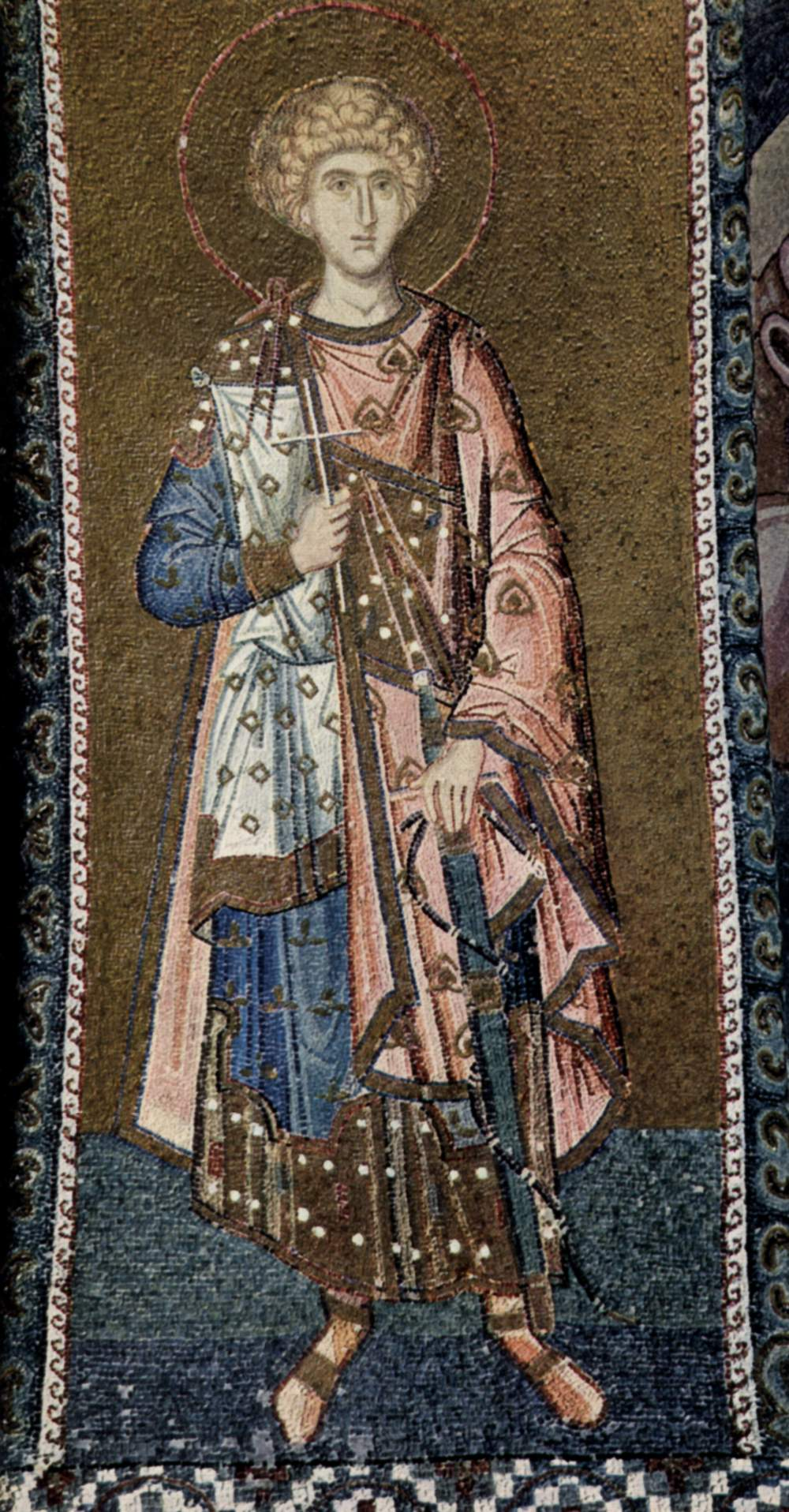
14. századi mártír mozaikja Isztambulban. Rózsaszín köpenyén látható a barna tablion; a köpeny alatt fehér dalmatikát, az alatt pedig kék tunikát visel

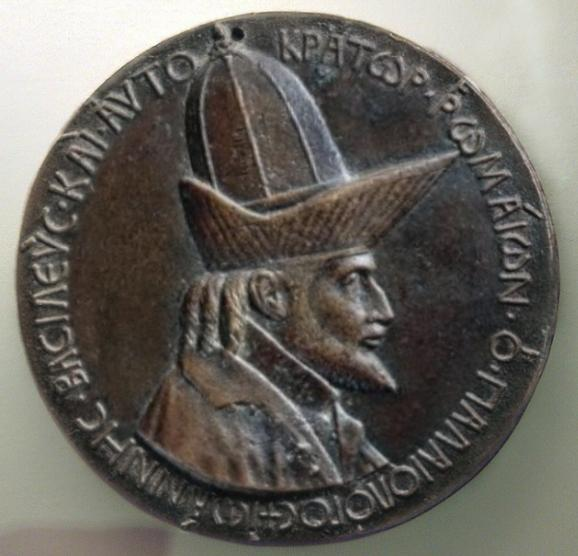
VIII. Ioannész Palaiologosz császár

Konstantin császár alapította a Bizánci Birodalom fővárosát, Konstantinápolyt (más néven Bizánc vagy Új-Róma, a mai Isztambul). 

## Bizánci viselet
Az itt kialakult művészetre és öltözködési szokásokra három forrás hatott: római, kereszténység és a keleti hatások, a bizánci udvari öltözködés alapja a tunika volt, két tunikát viseltek egymáson, amelyet köpennyel burkoltak, vallási okokra vezethető vissza a testet minél jobban eltakarni igyekvő öltözködés. Aranyhímzéssel és gyöngy díszítésekkel ellátott selyembrokát ruhákat hordtak, egész Európát a bizánciak látták el selyemmel.  
A császári viselet 1000 év leforgása alatt alig változott. A korszakban az építészet legfőbb feladata olyan vallási épület megteremtése, amely alkalmas a nagy számú hívő közösség befogadására. Ennek neve bazilika, amelynek jelentése: királyi csarnok, külső megjelenésében minden díszítést nélkülöző robusztus épület, míg a belső térben kifinomult művészi érzékenységről árulkodnak a császári viseletet valósághűen ábrázoló mozaikképek. 
A császári öltözet nem tekinthető szerénynek, épp ellenkezőleg, a császár pompában él, ellentétben a bazilika külsejével, gazdagon díszített viseletet figyelhetünk meg a mozaikokon, a fennmaradt textíliák a világ legpazarabb darabjaiként vannak számon tartva.
A Birodalom történelmében a legfontosabb jellemzője a kereskedelem. A kereskedők egzotikus anyagokat hoztak a gazdag fővárosiaknak, akik mohón elfogadták a különböző színeket, mintákat, anyagokat. A bizánci ruházat egyre színesebb és díszítettebb lett. Általánossá váltak a vörös, kék, zöld sárga színek a gazdag emberek öltözködésében, a leggazdagabb szín a lila amelyet jogi értelemben nem viselhetett akárki. Amikor külföldről vendégek érkeztek, a bizánci császárok lila köpenyt viseltek, csillogó arany hímzéssel.
A leginkább figyelemre méltó vonás a ruhák felületi díszítése. Ellentétben az előző korszakokkal, a Bizánci viselet legjelentősebb vonása az öltözet felületének díszítése gyöngyökkel, különböző szőtt vagy hímzett díszítésekkel. Ez a stílus, dekoráció a mai napig jelen van a papi ruhákon az ortodox templomokban, Görögországban, Kelet-Európában és Oroszországban.

## Ruhadarabok
Minden társadalmi osztály tagjai, férfiak és nők egyaránt viselték a tunikát mint alsóruhát. Férfi változata térd alá ért, és alatta még szűk nadrágot is hordtak, míg a női tunika bokáig is érhetett. Anyaga lehetett gyapjú, len vagy selyem, színe - a gazdagok ruházatán - leggyakrabban szürke, málna, sárga vagy piros. A superhumerale a vállat fedő ékszergallér volt, sok esetben a köpennyel összevarrva. Teodóra császárnő ábrázolásain láthatóak legszebb példái. A magas rangú nemesek (később a papság) tunika felett hordták a dalmatikát, amelynek szabása hasonló a tunikáéhoz; hosszanti csíkjai, a clavik, rangjukat jelezték. A paludamentum a jobb vállon csattal (fibulával) odaerősített, félkör alakú köpeny volt. Jobb elülső oldalán, kb. könyökmagasságban nagy, ferde, négyszög alakú hímzés (az ún. tablion) viselője rangját jelezte; a császáré bíbor színű volt.
A gazdag nők a tunika fölött hímzett, ékkövekkel díszített stólát hordtak, amely eleinte földig ért. Később lerövidült, kikandikált alóla az alsóruha. Leggyakrabban mélykék, lila, arany, rózsaszín vagy fehér színben hordták.

## Bíbor
A katolikus vallás szertartásainak öltözékei a bizánci udvari öltözködésből alakultak ki. Különleges jelentése volt a bíbor színnek. A „bíborbanszületett” a legmagasabb rangot, a császártól való származást jelentette, a hatalom jelképe volt, amely a katolikus egyházban a mai napig fennmaradt. 

## Hajviselet
A férfi és a női hajviseletre a római hajviselet hatott. A férfiak rövidre vágott és göndörített, a nők homlokuk fölött megemelt, kétoldalt lokniba fésült hajviselet fölött ékszerdíszes fejdíszt, diadémot viseltek. Keletről hajfestő szereket, testápoló olajokat, illatos vizeket, az araboktól szappanszerű anyagot hozattak, amellyel fényesítették a hajukat. 

## Kalap
Általában a Bizánci viseletre az jellemző, hogy a férfiakat, a császárokat is kalap nélkül hajadonfőtt ábrázolták, ám a késő bizánci időszakban megjelennek az extravagáns, nagy kalapok, amit általában a tisztviselők viseltek. A XII. században Andronikos Komnenos császár piramis alakú kalapot viselt. VIII. Palaiologos császárt nagyon elegáns, nagyon magas, kupolás csúcsú, felfelé forduló peremmel ellátott kalappal ábrázolták.

## Érdekesség
Karl Lagerfeld Párizs-Bizánc, bizánci tematikájú kollekcióját Theodóra császárnő mozaikképei és Coco Chanel bizánci hatású ékszerei ihlették.  
A San Vitale bazilika 527 és 548 között épült, Justinianus császár és felesége Theodóra császárnő uralkodása alatt. A UNESCO által védett műemlék. A bazilikában találhatók Theodóra császárnő csillogó üveg és zománc mozaik ábrázolásai. 
Karl Lagerfeld 2010-ben bemutatott kollekciójában gazdagon öltözött, ékszerekkel díszített ábrázolásai tanúskodnak az egykori extravagáns konstantinápolyi pompáról.